# Montagudet
Montagudet é uma comuna francesa na região administrativa de Occitânia, no departamento de Tarn-et-Garonne. Estende-se por uma área de 12,18 km². Em 2010 a comuna tinha 200 habitantes (densidade: 16,4 hab./km²).